# Tétraxénon-or(II)
Le complexe tétraxénon-or(II) est le cation de formule AuXe42+ caractérisé dans le composé AuXe42+(Sb2F11−)2 par l'équipe du Pr Konrad Seppelt de l'université libre de Berlin en octobre 2000, ce qui lui a valu de recevoir le prix Wilhelm Klemm 2001 de la Société des chimistes allemands.
Il se présente sous forme d'un solide rouge foncé qui peut être produit en réduisant du fluorure aurique AuF3 en présence d'acide fluoroantimonique HSbF6 et de xénon, puis cristallisé à basse température.
Les interactions avec les atomes de fluor des anions Sb2F11− stabilisent le cation AuXe42+, qui adopte une conformation carrée plane. Les liaisons Au-Xe ont une longueur de 274 pm et les atomes de xénon gardent leur valence 0,. Ce complexe est inhabituel en ce qu'il est composé d'atomes chimiquement peu réactifs, l'or et le xénon, et qu'il utilise le xénon comme ligand sur un métal de transition.